# Ракув (район Ченстоховы)
Ракув (пол. Raków) — городской район в Ченстохове в Польше.

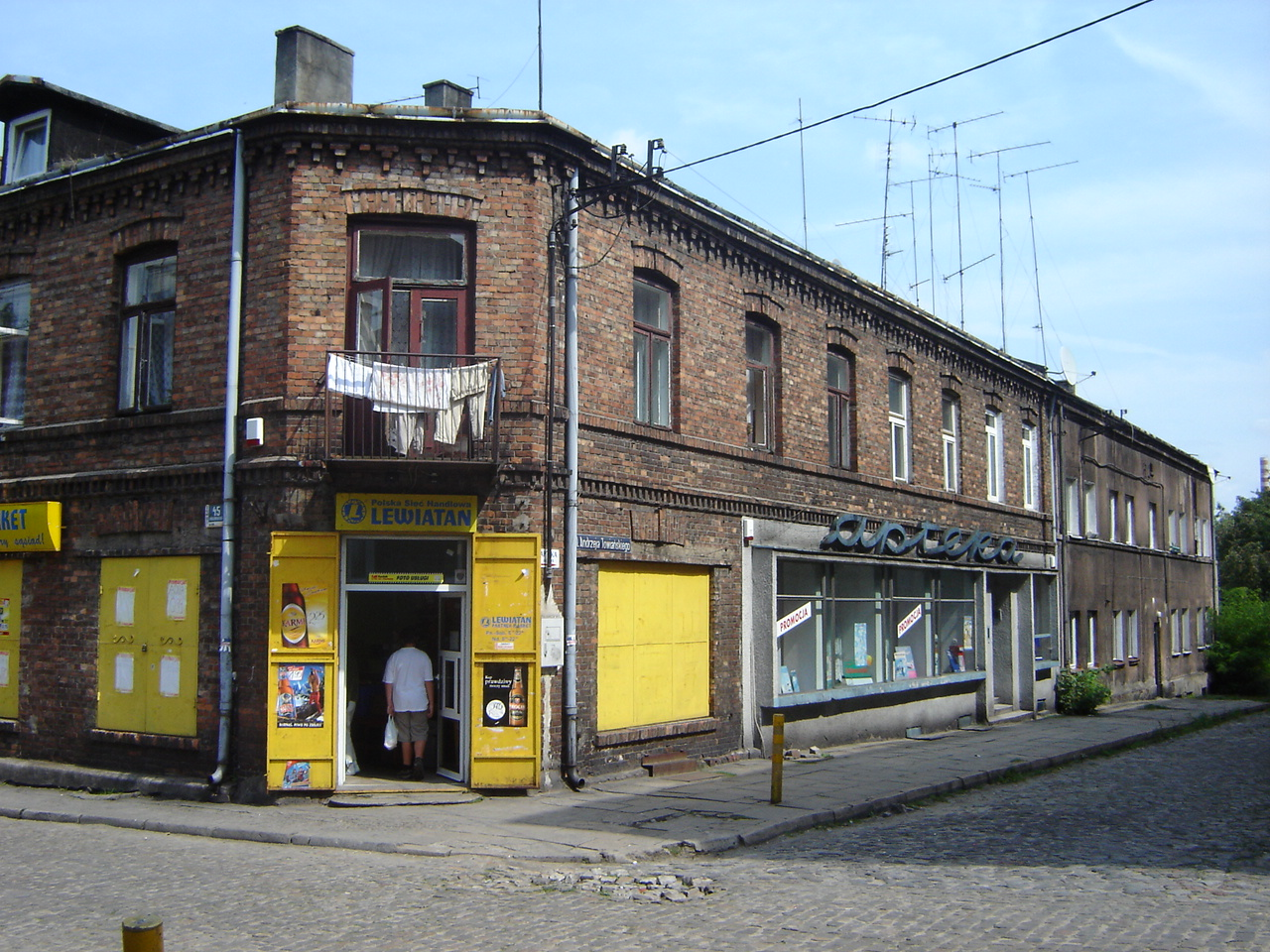
Старая застройка рабочего района

Деревня Ракув расширена на переломе XIX и XX столетий, когда возник металлургический завод. В 1921 году возник футбольный клуб «Ракув». С 1928 года деревня стала городским районом. Здесь находится остановочный пункт железной дороги, трамвай, бассейн, стадион, молодёжный дом культуры, школы, жилые дома, археологический заповедник.

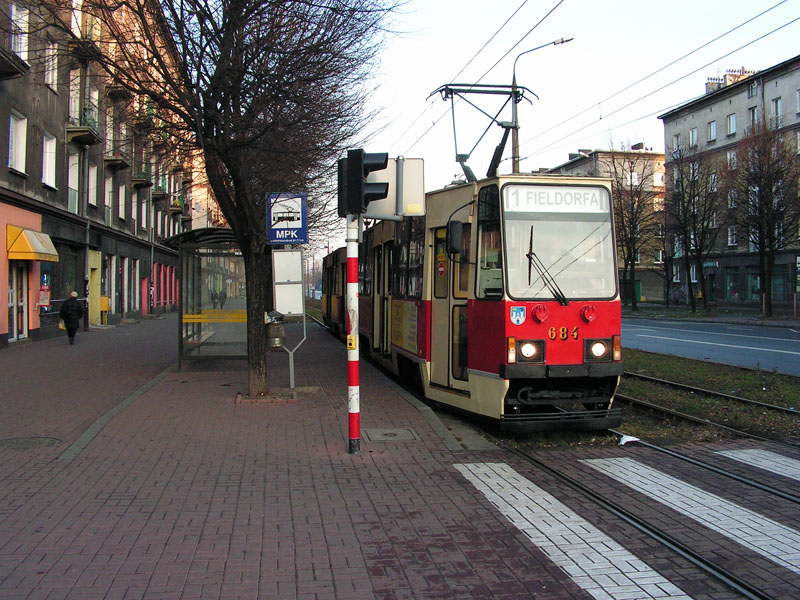
Центр района
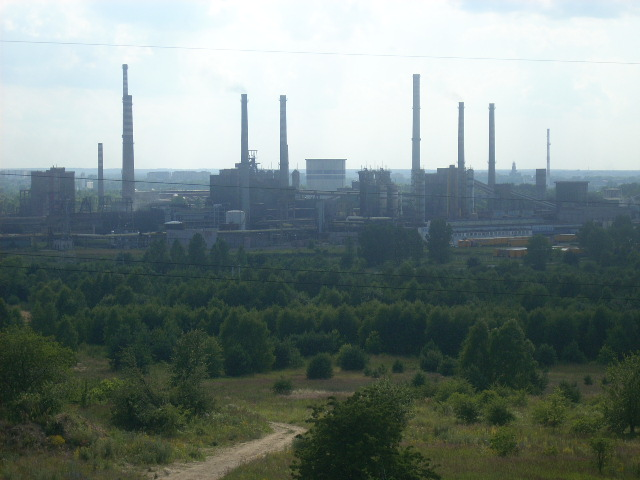
Металлургический завод
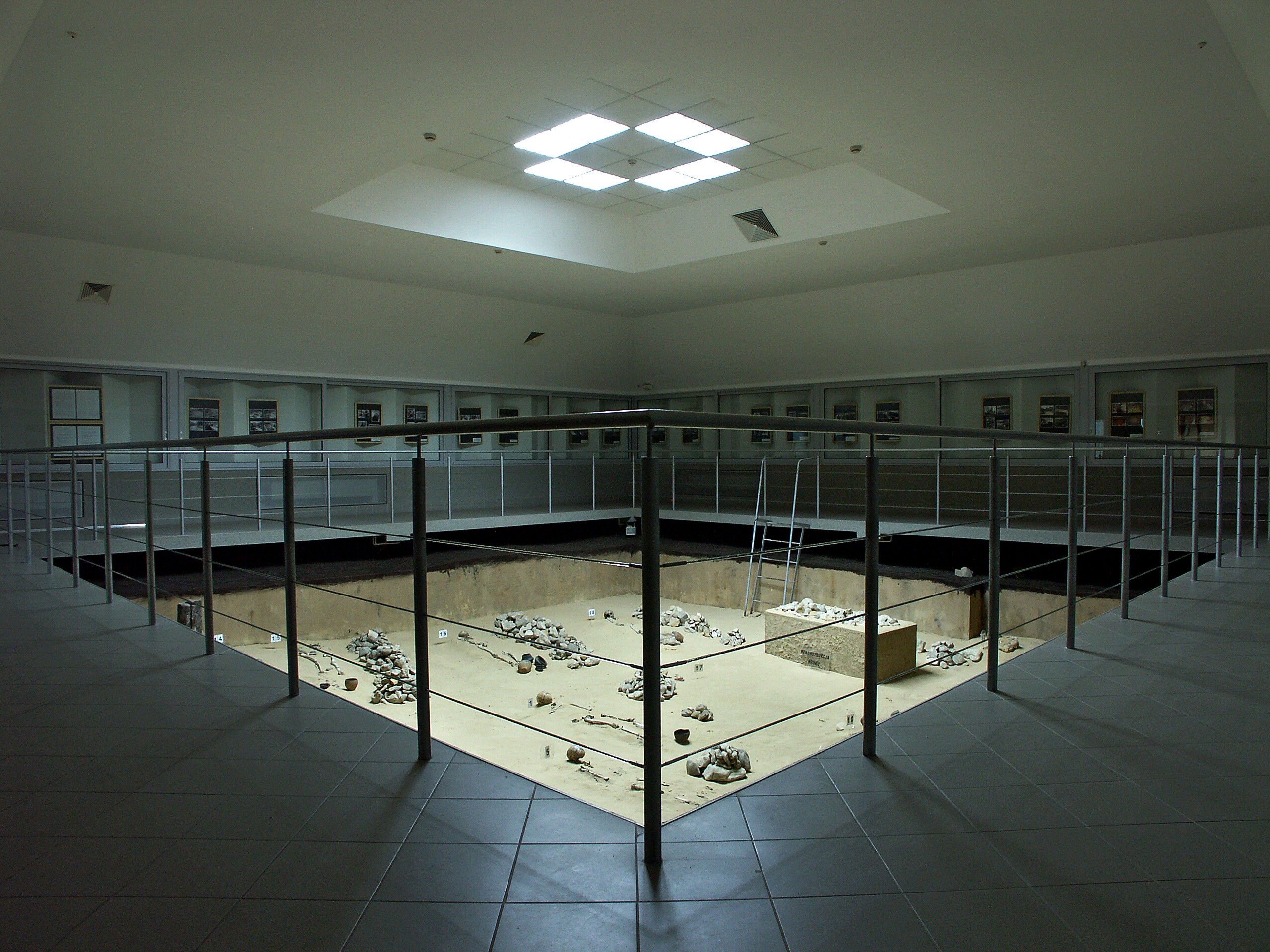
Археологический заповедник
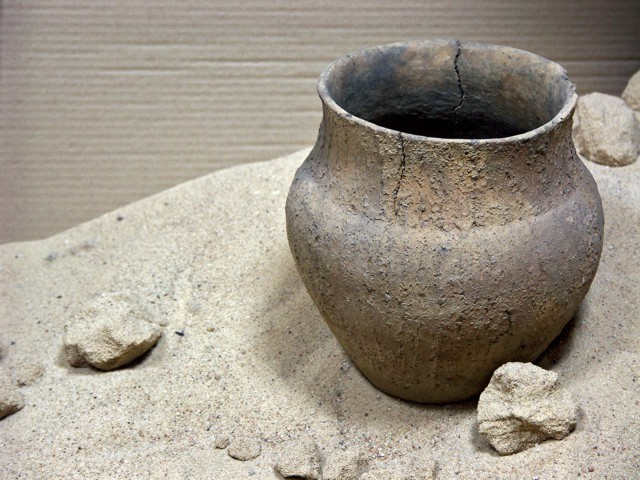
Экспозиция в археологическом заповеднике
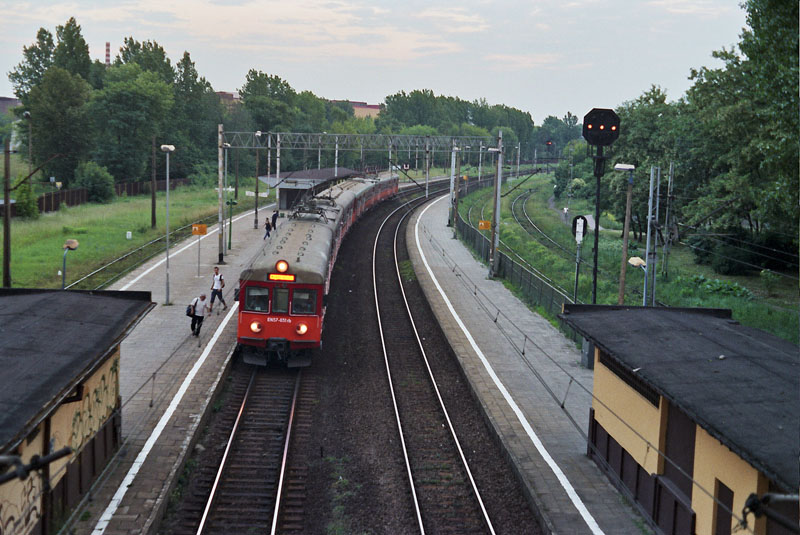
Остановочный пункт Ченстохова-Ракув